# Curling-Juniorenweltmeisterschaft 2016
Die Curling-Juniorenweltmeisterschaft 2016 wurde vom 5. bis 13. März im dänischen Kopenhagen ausgetragen; Spielstätte war die Curlingbahn des Tårnby Curling Club.

## Männer

### Teilnehmer
| Land               | Fourth              | Third                       | Second                    | Lead               | Alternate               |
| ------------------ | ------------------- | --------------------------- | ------------------------- | ------------------ | ----------------------- |
| Dänemark           | Tobias Thune        | Tobias Engelhardt Rasmussen | Henrik Hohling Holtermann | Nikolaj Mink Skau  | Simon Klinck Borregaard |
| Kanada             | Matthew Dunstone    | Colton Lott                 | Kyle Doering              | Rob Gordon         | Wade Ford               |
| Südkorea           | Seong Yu-jin        | Hong Jun-yeong              | Jeon Byeong-uk            | Lee Ge-on          | Lee Jae-ho              |
| Norwegen           | Magnus Ramsfjell    | Bendik Ramsfjell            | Magnus Vågberg            | Elias Høstmælingen | Eskil Vintervold        |
| Russland           | Timur Gadschichanow | Lev Puzakov                 | Dmitry Solomatin          | Alexander Jerjomin | Daniil Gorjatschew      |
| Schottland         | Bruce Mouat         | Bobby Lammie                | Gregor Cannon             | Angus Dowell       | Robin Brydone           |
| Schweden           | Rasmus Wranå        | Fredrik Nyman               | Jordan Wåhlin             | Max Bäck           | Axel Sjöberg            |
| Schweiz            | Yannick Schwaller   | Romano Meier                | Patrick Witschonke        | Michael Probst     | Simon Gloor             |
| Türkei             | Ugurcan Karagoz     | Oguzhan Karakurt            | Emre Karaman              | Enes Taskesen      | Muhammed Zeki Ucan      |
| Vereinigte Staaten | Korey Dropkin       | Thomas Howell               | Mark Fenner               | Alex Fenson        | Quinn Evenson           |

### Round Robin
| Datum | Zeit  | Begegnung                       | Resultat |
| ----- | ----- | ------------------------------- | -------- |
| 6.3.  | 14:00 | Schweiz – Türkei                | 9:2      |
|       |       | Schottland – Norwegen           | 7:4      |
|       |       | Vereinigte Staaten – Kanada     | 2:8      |
|       |       | Südkorea – Russland             | 2:7      |
|       |       | Dänemark – Schweden             | 2:10     |
| 7.3.  | 09:00 | Norwegen – Südkorea             | 10:2     |
|       |       | Türkei – Russland               | 8:7      |
|       |       | Dänemark – Schweiz              | 4:6      |
|       |       | Schweden – Kanada               | 4:5      |
|       |       | Schottland – Vereinigte Staaten | 6:7      |
|       | 19:00 | Kanada – Schottland             | 7:10     |
|       |       | Schweiz – Schweden              | 4:5      |
|       |       | Türkei – Südkorea               | 9:2      |
|       |       | Vereinigte Staaten – Dänemark   | 9:2      |
|       |       | Norwegen – Russland             | 2:8      |
| 8.3.  | 14:00 | Russland – Dänemark             | 8:2      |
|       |       | Vereinigte Staaten – Südkorea   | 9:4      |
|       |       | Schweden – Norwegen             | 6:8      |
|       |       | Kanada – Schweiz                | 5:7      |
|       |       | Türkei – Schottland             | 4:13     |
| 9.3   | 09:00 | Vereinigte Staaten – Norwegen   | 9:6      |
|       |       | Dänemark – Türkei               | 6:4      |
|       |       | Schweiz – Russland              | 5:3      |
|       |       | Schottland – Schweden           | 9:2      |
|       |       | Südkorea – Kanada               | 2:12     |

| Datum | Zeit  | Begegnung                     | Resultat |
| ----- | ----- | ----------------------------- | -------- |
| 9.3.  | 19:00 | Dänemark – Kanada             | 1:9      |
|       |       | Norwegen – Schweiz            | 6:3      |
|       |       | Südkorea – Schottland         | 3:10     |
|       |       | Russland – Vereinigte Staaten | 3:5      |
|       |       | Schweden – Türkei             | 7:2      |
| 10.3. | 14:00 | Schottland – Russland         | 10:2     |
|       |       | Schweden – Vereinigte Staaten | 5:6      |
|       |       | Kanada – Türkei               | 10:2     |
|       |       | Dänemark – Norwegen           | 3:9      |
|       |       | Schweiz – Südkorea            | 7:2      |
| 11.3. | 09:00 | Türkei – Vereinigte Staaten   | 4:7      |
|       |       | Südkorea – Dänemark           | 3:11     |
|       |       | Russland – Schweden           | 2:7      |
|       |       | Schweiz – Schottland          | 10:4     |
|       |       | Kanada – Norwegen             | 4:3      |
|       | 19:00 | Südkorea – Schweden           | 2:9      |
|       |       | Russland – Kanada             | 4:6      |
|       |       | Schottland – Dänemark         | 8:2      |
|       |       | Norwegen – Türkei             | 11:4     |
|       |       | Vereinigte Staaten – Schweiz  | 9:3      |

| Platz | Team               | Spiele | Siege | Ndlg. |
| ----- | ------------------ | ------ | ----- | ----- |
| 1.    | Vereinigte Staaten | 9      | 8     | 1     |
| 2.    | Schottland         | 9      | 7     | 2     |
| 3.    | Kanada             | 9      | 7     | 2     |
| 4.    | Schweiz            | 9      | 6     | 3     |
| 5.    | Norwegen           | 9      | 5     | 4     |
| 6.    | Schweden           | 9      | 5     | 4     |
| 7.    | Russland           | 9      | 3     | 6     |
| 8.    | Dänemark           | 9      | 2     | 7     |
| 9.    | Türkei             | 9      | 2     | 7     |
| 10.   | Südkorea           | 9      | 0     | 9     |

### Playoffs
|  | Page-Playoffs | Page-Playoffs      | Page-Playoffs |         |   | Halbfinale         | Halbfinale | Halbfinale         |   |  | Finale | Finale     | Finale |
|  |               |                    |               |         |   |                    |            |                    |   |  |        |            |        |
|  | 2             | Schottland         | 7             |         |   |                    |            |                    |   |  | 3      | Kanada     | 8      |
|  | 1             | Vereinigte Staaten | 5             |         |   |                    |            |                    |   |  | 4      | Schweiz    | 4      |
|  | 1             | Vereinigte Staaten | 5             |         | 1 | Vereinigte Staaten | 5          |                    |   |  | 4      | Schweiz    | 4      |
|  |               |                    |               |         |   |                    | 5          |                    |   |  |        |            |        |
|  |               |                    | 4             | Schweiz | 2 |                    |            |                    |   |  |        |            |        |
|  | 3             | Kanada             | 4             | Schweiz | 2 | 4                  | 1          | Vereinigte Staaten | 4 |  |        |            |        |
|  | 3             | Kanada             |               |         |   |                    | 1          | Vereinigte Staaten | 4 |  |        |            |        |
|  | 4             | Schweiz            | 6             |         |   |                    |            |                    |   |  | 2      | Schottland | 6      |

### Endstand
| Platz | Land               |
| ----- | ------------------ |
| 1     | Schottland         |
| 2     | Vereinigte Staaten |
| 3     | Kanada             |
| 4     | Schweiz            |
| 5     | Norwegen           |
| 6     | Schweden           |
| 7     | Russland           |
| 8     | Dänemark           |
| 9     | Türkei             |
| 10    | Südkorea           |

## Frauen

### Teilnehmerinnen
| Land               | Fourth            | Third             | Second           | Lead             | Alternate         |
| ------------------ | ----------------- | ----------------- | ---------------- | ---------------- | ----------------- |
| Japan              | Ayano Tsuchiya    | Yūmi Suzuki       | Yui Ueno         | Asuka Kanai      | Sae Yamamoto      |
| Kanada             | Mary Fay          | Kristin Clarke    | Karlee Burgess   | Janique LeBlanc  | Sarah Daniels     |
| Südkorea           | Kim Min-ji        | Kim Hye-rin       | Yang Tae-i       | Oh Sun-yun       | Lee Ji-young      |
| Russland           | Uljana Wassiljewa | Maria Baksheeva   | Maria Komarova   | Evgeniya Demkina | Ekaterina Kuzmina |
| Schottland         | Sophie Jackson    | Naomi Brown       | Rachael Halliday | Rachel Hannen    | Katie Murray      |
| Schweden           | Therese Westman   | Sarah Pengel      | Maria Larsson    | Mikaela Altebro  | Johanna Heldin    |
| Schweiz            | Elena Stern       | Anna Stern        | Noelle Iseli     | Tanja Schwegler  | Selina Witschonke |
| Türkei             | Dilsat Yildiz     | Semiha Konuksever | Berivan Polat    | Mihriban Polat   |                   |
| Ungarn             | Dorottya Palancsa | Henrietta Miklai  | Vera Kalocsai    | Bernadett Biro   |                   |
| Vereinigte Staaten | Cory Christensen  | Sarah Anderson    | Taylor Anderson  | Madison Bear     | Christine McMakin |

### Round Robin
| Datum | Zeit  | Begegnung                       | Resultat |
| ----- | ----- | ------------------------------- | -------- |
| 6.3.  | 09:00 | Südkorea – Russland             | 7:6      |
|       |       | Vereinigte Staaten – Schweden   | 8:6      |
|       |       | Türkei – Ungarn                 | 8:6      |
|       |       | Kanada – Schweiz                | 7:2      |
|       |       | Japan – Schottland              | 4:6      |
|       | 19:00 | Schweden – Kanada               | 3:10     |
|       |       | Russland – Schweiz              | 8:6      |
|       |       | Japan – Südkorea                | 3:9      |
|       |       | Schottland – Ungarn             | 6:10     |
|       |       | Vereinigte Staaten – Türkei     | 10:4     |
| 7.3.  | 14:00 | Ungarn – Vereinigte Staaten     | 7:6      |
|       |       | Südkorea – Schottland           | 6:5      |
|       |       | Russland – Kanada               | 4:10     |
|       |       | Türkei – Japan                  | 8:7      |
|       |       | Schweden – Schweiz              | 5:12     |
| 8.3.  | 09:00 | Schweiz – Japan                 | 9:7      |
|       |       | Türkei – Kanada                 | 3:10     |
|       |       | Schottland – Schweden           | 6:7      |
|       |       | Ungarn – Südkorea               | 6:9      |
|       |       | Russland – Vereinigte Staaten   | 2:11     |
|       | 19:00 | Türkei – Schweden               | 4:10     |
|       |       | Japan – Russland                | 3:7      |
|       |       | Südkorea – Schweiz              | 5:2      |
|       |       | Vereinigte Staaten – Schottland | 8:4      |
|       |       | Kanada – Ungarn                 | 9:4      |

| Datum | Zeit  | Begegnung                     | Resultat |
| ----- | ----- | ----------------------------- | -------- |
| 9.3.  | 14:00 | Japan – Ungarn                | 7:8      |
|       |       | Schweden – Südkorea           | 6:7      |
|       |       | Kanada – Vereinigte Staaten   | 5:3      |
|       |       | Schweiz – Türkei              | 7:4      |
|       |       | Schottland – Russland         | 2:5      |
| 10.3. | 09:00 | Vereinigte Staaten – Schweiz  | 7:3      |
|       |       | Schottland – Türkei           | 7:6      |
|       |       | Ungarn – Russland             | 7:6      |
|       |       | Japan – Schweden              | 5:7      |
|       |       | Südkorea – Kanada             | 4:9      |
|       | 19:00 | Russland – Türkei             | 7:9      |
|       |       | Kanada – Japan                | 7:6      |
|       |       | Schweiz – Schottland          | 11:4     |
|       |       | Südkorea – Vereinigte Staaten | 6:7      |
|       |       | Ungarn – Schweden             | 3:9      |
| 11.3. | 14:00 | Kanada – Schottland           | 6:2      |
|       |       | Schweiz – Ungarn              | 5:7      |
|       |       | Vereinigte Staaten – Japan    | 11:3     |
|       |       | Schweden – Russland           | 9:5      |
|       |       | Türkei – Südkorea             | 6:9      |

| Platz | Team               | Spiele | Siege | Ndlg. |
| ----- | ------------------ | ------ | ----- | ----- |
| 1.    | Kanada             | 9      | 9     | 0     |
| 2.    | Vereinigte Staaten | 9      | 7     | 2     |
| 3.    | Südkorea           | 9      | 7     | 2     |
| 4.    | Ungarn             | 9      | 5     | 4     |
| 5.    | Schweden           | 9      | 5     | 4     |
| 6.    | Schweiz            | 9      | 4     | 5     |
| 7.    | Russland           | 9      | 3     | 6     |
| 8.    | Türkei             | 9      | 3     | 6     |
| 9.    | Schottland         | 9      | 2     | 7     |
| 10.   | Japan              | 9      | 0     | 9     |

### Playoffs
|  | Page-Playoffs | Page-Playoffs      | Page-Playoffs |        |   | Halbfinale | Halbfinale | Halbfinale |   |  | Finale | Finale             | Finale |
|  |               |                    |               |        |   |            |            |            |   |  |        |                    |        |
|  | 2             | Vereinigte Staaten | 8             |        |   |            |            |            |   |  | 3      | Südkorea           | 8      |
|  | 1             | Kanada             | 7             |        |   |            |            |            |   |  | 4      | Ungarn             | 4      |
|  | 1             | Kanada             | 7             |        | 4 | Ungarn     | 4          |            |   |  | 4      | Ungarn             | 4      |
|  |               |                    |               |        |   |            | 4          |            |   |  |        |                    |        |
|  |               |                    | 1             | Kanada | 9 |            |            |            |   |  |        |                    |        |
|  | 4             | Ungarn             | 1             | Kanada | 9 | 12         | 1          | Kanada     | 7 |  |        |                    |        |
|  | 4             | Ungarn             |               |        |   |            | 1          | Kanada     | 7 |  |        |                    |        |
|  | 3             | Südkorea           | 11            |        |   |            |            |            |   |  | 2      | Vereinigte Staaten | 4      |

### Endstand
| Platz | Land               |
| ----- | ------------------ |
| 1     | Kanada             |
| 2     | Vereinigte Staaten |
| 3     | Südkorea           |
| 4     | Ungarn             |
| 5     | Schweden           |
| 6     | Schweiz            |
| 7     | Russland           |
| 8     | Türkei             |
| 9     | Schottland         |
| 10    | Japan              |